# 藤黄小煤炱
藤黄小煤炱（学名：Meliola garciniae）是属于小煤炱目小煤炱科小煤炱属的一种真菌，寄生在藤黄属植物上。该种分布于中国、马来西亚、菲律宾、喀麦隆、新加坡、塞拉利昂等地。